# Canon EOS 400D
La Canon EOS 400D è una fotocamera reflex digitale (DSLR) presentata dalla Canon il 24 agosto 2006; è chiamata Digital Rebel XTi in Nord America e Kiss Digital X in Giappone.

## Storia
È il terzo modello appartenente alla fascia economica, introdotta proprio da Canon e inaugurata 4 anni prima con la EOS 300D. Il corpo è pressoché identico a quello della EOS 350D che la rende all'epoca una delle più compatte reflex sul mercato.

## Caratteristiche
Rispetto al modello precedente monta un sensore CMOS a risoluzione più elevata (10.1 megapixel), un buffer più capiente per gli scatti in continuo ed un monitor LCD più grande da 2,5 pollici a 230 000 pixel che sostituisce anche il display LCD monocromatico, non più presente. A differenza della 350D, ha inoltre un file system in cui ogni cartella può contenere fino a 9 999 immagini (e non più solo 100).
La 400D è in assoluto il primo modello Canon a montare un sistema di autopulizia del sensore. Altra notevole caratteristica è data dal sistema autofocus di impostazione semiprofessionale a 9 punti già impiegato sulla EOS 30D e dal sensore di prossimità al mirino che disattiva il monitor LCD quando la macchina è portata all'altezza dell'occhio.
Rispetto ai modelli precedenti, alcuni utilizzatori rilevano come l'esposimetro della 400D, in modo "evaluative" tenda a sottoesporre leggermente. Si tratta in realtà di una caratteristica positiva, soprattutto nel campo della fotografia digitale, poiché contribuisce ad evitare la perdita di informazione (clipping) sulle alte luci.
È perfettamente compatibile con il più recente sistema flash di Canon (al marzo 2009), denominato E-TTL II, supportando anche funzioni avanzate quali il flash-zoom adattabile in funzione del formato sensore e il bilanciamento del bianco dinamico in funzione dello stato di carica del flash stesso.
È l'ultima fotocamera digitale Canon di fascia economica a utilizzare schede di memoria CompactFlash e priva di live view.
Nella sua fascia di prezzo è sostituita dalla Canon EOS 450D nel gennaio del 2008.

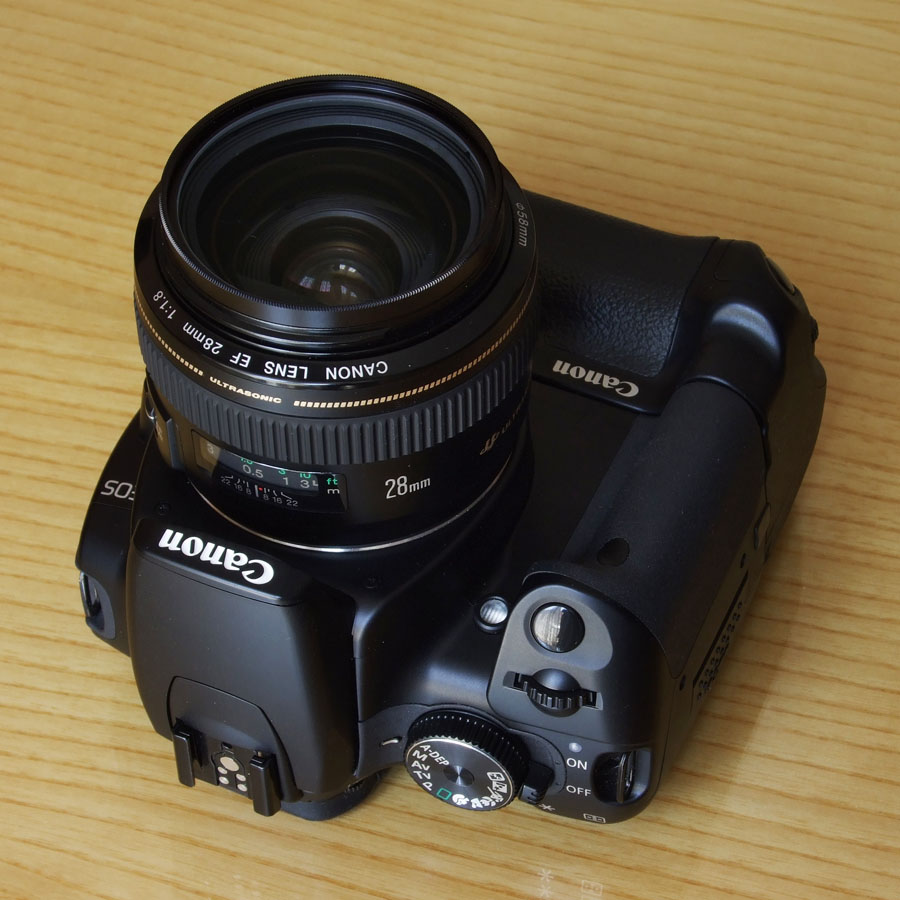
Canon EOS 400D con obiettivo EF 28 f/1.8 e battery grip.

## Obiettivi
Come tutte le macchine fotografiche Canon EOS, può montare senza alcuna limitazione la gamma completa di obbiettivi EF prodotti dall'introduzione del sistema (1987) ad oggi; può inoltre montare tutti gli obbiettivi EF-S destinati alle fotocamere con sensore in formato APS-C.
Con opportuni adattatori può utilizzare (in stop down) gran parte delle ottiche a fuoco manuale mantenendo il fuoco all'infinito, la funzionalità dell'esposimetro in tutti i modi di lettura (valutativa, media, semispot) e la conferma di corretta messa a fuoco.

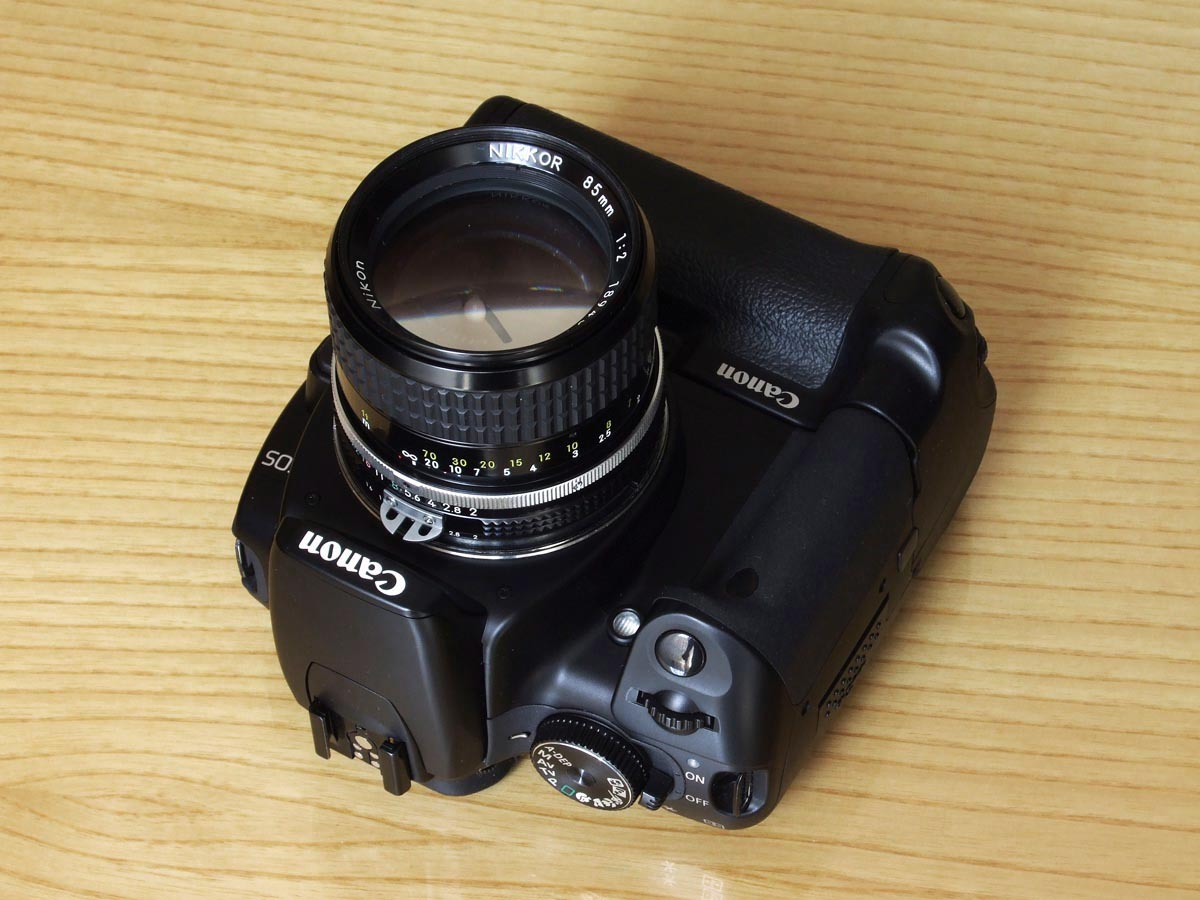
Canon EOS 400D con obiettivo Nikon Nikkor-AI 85 f2.0 (montato mediante anello adattatore) e battery grip.